# Oberrheinischer Geologischer Verein
Der Oberrheinische Geologische Verein e. V. (OGV) ist eine gemeinnützige Vereinigung von Geowissenschaftlern und Freunden der Geologie, die sich mit der Geologie im Bereich des Oberrheins und seiner weiteren Umgebung (Südwestdeutschland) befassen. Sie haben etwa 600 Mitglieder (2023). Sitz des Vereins ist Karlsruhe, die Geschäftsstelle ist in Stuttgart.

## Allgemeines
Der Verein wurde 1871 in Bad Rotenfels auf Initiative von Adolph Knop gegründet. Weitere Gründungsmitglieder neben Knop waren Ernst Wilhelm Benecke, Johann Reinhard Blum, Emil Cohen, Leopold Heinrich Fischer, Alexander von Harder (1832–1880), Philipp Platz (1827–1900), Harry Rosenbusch, Friedrich Rose (1839–1925), Leonhard Sohncke, Wolfgang Moritz Vogelgesang und der Großherzogliche Kammerherr Wilhelm von Weiler.
Bis 1896 wurde der Verein von einem „Sekretär“ geführt:
- 1871–1877 Adolph Knop
- 1877–1881 Richard Lepsius
- 1881–1895 Friedrich Nies
- 1895–1896 Eberhard Fraas

Der erste Vorsitzende (1896) war der Heidelberger Geologe Ernst Wilhelm Benecke mit Gustav Steinmann als erstem Schriftführer.
Sie veröffentlichen Jahresberichte (Oberrheinischer Geologischer Verein Jahresberichte und Mitteilungen) – 2017 schon im 99. Jahrgang – und Exkursionsführer und es gibt eine Jahrestagung in der Woche nach Ostern. Sie setzen sich zum Beispiel für Geotope und den Erhalt geowissenschaftlicher Sammlungen ein.
Zu den Vorsitzenden gehörten Wilhelm Salomon-Calvi (Wilhelm Salomon), Edwin Hennig, Gustav Klemm, Henning Illies, Manfred Gwinner. Zurzeit (2011–2019) ist Richard Höfling  Vorsitzender.

## Ehrenmitglieder
- 1. Ludwig Turban der Ältere (Karlsruhe)
  - Ernennungsdatum: 9. April 1885, Eintrittsjahr: 1873

- 2. Oskar Fraas (Stuttgart)
  - Ernennungsdatum: 9. April 1896, Eintrittsjahr: 1874

- 3. Marie Louise Elisabeth Nies (Stuttgart)[1]
  - Ernennungsdatum: 2. April 1902, Eintrittsjahr: 1902, Aufnahme in den Verein durch Verleihung der Ehrenmitgliedschaft

- 4. A. Nies (Fräulein) (Stuttgart)[2]
  - Ernennungsdatum: 2. April 1902, Eintrittsjahr: 1902, Aufnahme in den Verein durch Verleihung der Ehrenmitgliedschaft

- 5. Heinrich von Eck (Stuttgart)
  - Ernennungsdatum: 29. März 1910, Eintrittsjahr: 1874

- 6. Friedrich Schott (Heidelberg)
  - Ernennungsdatum: 29. März 1910, Eintrittsjahr: 1910, Aufnahme in den Verein durch Verleihung der Ehrenmitgliedschaft

- 7. Ernst Wilhelm Benecke (Straßburg)
  - Ernennungsdatum: 18. April 1911, Eintrittsjahr: 1871, Mitgründer des Vereins

- 8. Theodor Engel (Eislingen)
  - Ernennungsdatum: 25. Januar 1916, Eintrittsjahr: 1883

- 9. Carl Beck (1852–1939), (Stuttgart)
  - Ernennungsdatum: 18. Mai 1921, Eintrittsjahr: 1890

- 10.  Daniel Häberle (Heidelberg)
  - Ernennungsdatum: 18. Mai 1921, Eintrittsjahr: 1909

- 11. Adolf Sauer (Stuttgart)
  - Ernennungsdatum: 18. Mai 1921, Eintrittsjahr: 1889

- 12. Paul Heinrich von Groth (München)
  - Ernennungsdatum: Ostern 1923, Eintrittsjahr: 1874

- 13. Bruno Weigand (Straßburg)
  - Ernennungsdatum: Ostern 1923, Eintrittsjahr: 1874

- 14. Wilhelm von Branca (München)
  - Ernennungsdatum: 22. April 1924, Eintrittsjahr: 1893

- 15. Leopold van Werveke (Gengenbach)
  - Ernennungsdatum: 22. April 1924, Eintrittsjahr: 1879

- 16. Wilhelm Deecke (Freiburg)
  - Ernennungsdatum: 7. April 1926, Eintrittsjahr: 1898

- 17. Wilhelm Salomon-Calvi (Heidelberg)
  - Ernennungsdatum: 7. April 1926, Eintrittsjahr: 1898

- 18. Gustav Steinmann (Bonn)
  - Ernennungsdatum: 3. April 1929, Eintrittsjahr: 1879

- 19. Hugo Bücking (Berlin)
  - Ernennungsdatum: 23. April 1930, Eintrittsjahr: 1878

- 20. Wilhelm Schmidle (Salem)
  - Ernennungsdatum: 23. April 1930, Eintrittsjahr: 1904

- 21. Gustav Klemm (Darmstadt)
  - Ernennungsdatum: 30. April 1932, Eintrittsjahr: 1892

- 22. Otto Maria Reis (München)
  - Ernennungsdatum: 30. April 1932, Eintrittsjahr: 1910

- 23. Otto Schmidtgen (Mainz)
  - Ernennungsdatum: 30. März 1937, Eintrittsjahr: 1921

- 24. Hans Otto Haehnle (Giengen)
  - Ernennungsdatum: 7. Mai 1948, Eintrittsjahr: 1898

- 25. Karl Feifel (Stuttgart)
  - Ernennungsdatum: 20. April 1949, Eintrittsjahr: 1917

- 26. Manfred Bräuhäuser (Stuttgart)
  - Ernennungsdatum: 12. April 1950, Eintrittsjahr: 1903

- 27. August Buxtorf (Basel/Schweiz)
  - Ernennungsdatum: 12. April 1950, Eintrittsjahr: 1900

- 28. Otto Heinrich Erdmannsdörffer (Heidelberg)
  - Ernennungsdatum: 12. April 1950, Eintrittsjahr: 1899

- 29. Friedrich von Huene (Tübingen)
  - Ernennungsdatum: 12. April 1950, Eintrittsjahr: 1898

- 30. Karl Rau (Tübingen)
  - Ernennungsdatum: 12. April 1950, Eintrittsjahr: 1898

- 31. Carl Schnarrenberger (Freiburg)
  - Ernennungsdatum: 12. April 1950, Eintrittsjahr: 1901

- 32. Jakob Zinndorf (Offenbach)
  - Ernennungsdatum: 12. April 1950, Eintrittsjahr: 1899

- 33. Edwin Hennig (Tübingen)
  - Ernennungsdatum: 16. April 1952, Eintrittsjahr: 1918

- 34. Adolf Strigel (Heidelberg)
  - Ernennungsdatum: 16. April 1952, Eintrittsjahr: 1909

- 35. Wilhelm Wagner (Darmstadt)
  - Ernennungsdatum: 16. April 1952, Eintrittsjahr: 1909

- 36. Fritz Berckhemer (Stuttgart)
  - Ernennungsdatum: 8. April 1953, Eintrittsjahr: 1921

- 37. Georg Wagner (Tübingen)
  - Ernennungsdatum: 8. April 1953, Eintrittsjahr: 1914

- 38. Serge von Bubnoff (Berlin)
  - Ernennungsdatum: 24. April 1957, Eintrittsjahr: 1908

- 39. Wilhelm Otto Dietrich (Berlin)
  - Ernennungsdatum: 1. April 1959, Eintrittsjahr: 1908

- 40. Hans Schneiderhöhn (Sölden)
  - Ernennungsdatum: 1. April 1959, Eintrittsjahr: 1909

- 41. Wilhelm Weiler (Worms)
  - Ernennungsdatum: 20. April 1960, Eintrittsjahr: 1921

- 42. Walter Hasemann (Freiburg)
  - Ernennungsdatum: 5. April 1961, Eintrittsjahr: 1911

- 43. Martin Henglein (Karlsruhe)
  - Ernennungsdatum: 5. April 1961, Eintrittsjahr: 1911

- 44. Alfred Bilharz (Baden-Baden)
  - Ernennungsdatum: 21. April 1965, Eintrittsjahr: 1914

- 45. Otto Wittmann (Lörrach)
  - Ernennungsdatum: 29. März 1967, Eintrittsjahr: 1937

- 46. Otto Linck (Güglingen)
  - Ernennungsdatum: 9. April 1969, Eintrittsjahr: 1942

- 47. Walter Carlé (Korntal)
  - Ernennungsdatum: 14. April 1971, Eintrittsjahr: 1948

- 48. Manfred Frank (Waiblingen)
  - Ernennungsdatum: 14. April 1971, Eintrittsjahr: 1923

- 49. Emil Kuhn-Schnyder (Zürich/Schweiz)
  - Ernennungsdatum: 14. April 1971, Eintrittsjahr: 1953

- 50. Eberhard Wirth (Bruchsal)
  - Ernennungsdatum: 14. April 1971, Eintrittsjahr: 1935

- 51. Horst Falke (Mainz)
  - Ernennungsdatum: 17. April 1974, Eintrittsjahr: 1948

- 52. Heinrich Jäckli (Zürich/Schweiz)
  - Ernennungsdatum: 21. April 1976, Eintrittsjahr: 1951

- 53. Franz Kirchheimer (Freiburg)
  - Ernennungsdatum: 21. April 1976, Eintrittsjahr: 1948

- 54. Karl Staesche (Stuttgart)
  - Ernennungsdatum: 21. April 1976, Eintrittsjahr: 1923

- 55. Kurt Lemcke (München)
  - Ernennungsdatum: 17. April 1979, Eintrittsjahr: 1947

- 56. Rudolf Trümpy (Zürich/Schweiz)
  - Ernennungsdatum: 17. April 1979, Eintrittsjahr: 1956

- 57. Albert Schreiner (Freiburg)
  - Ernennungsdatum: 6. April 1983, Eintrittsjahr: 1953

- 58. Franz Rösing (Wiesbaden)
  - Ernennungsdatum: 10. April 1985, Eintrittsjahr: 1954

- 59. Rudolf Metz (Karlsruhe)
  - Ernennungsdatum: 18. April 1990, Eintrittsjahr: 1950

- 60. Lukas Hauber (Riehen/Schweiz)
  - Ernennungsdatum: 3. April 1991, Eintrittsjahr: 1963

- 61. Heinz Tobien (Ingelheim)
  - Ernennungsdatum: 3. April 1991, Eintrittsjahr: 1941

- 62. Hermann Aldinger (Stuttgart)
  - Ernennungsdatum: 22. April 1992, Eintrittsjahr: 1923

- 63. Fritz Weidenbach (Stuttgart)
  - Ernennungsdatum: 22. April 1992, Eintrittsjahr: 1923

- 64. Rudolf Oberhauser (Wien/Österreich)
  - Ernennungsdatum: 14. April 1993, Eintrittsjahr: 1973

- 65. Winfried Reiff (Leinfelden-Echterdingen)
  - Ernennungsdatum: 19. April 1995, Eintrittsjahr: 1952

- 66. Erwin Maria Müller (Wallerfangen)
  - Ernennungsdatum: 2. April 1997, Eintrittsjahr: 1961

- 67. Volker Sonne (Mühltal)
  - Ernennungsdatum: 2. April 1997, Eintrittsjahr: 1953

- 68. Erich Lacker (Karlsruhe)
  - Ernennungsdatum: 7. April 1999, Eintrittsjahr: 1971

- 69. Otto Franz Geyer (Reutlingen)
  - Ernennungsdatum: 18. April 2001, Eintrittsjahr: 1955

- 70. Witigo Stengel-Rutkowski (Wiesbaden)
  - Ernennungsdatum: 3. April 2002, Eintrittsjahr: 1964

- 71. Peter Rothe (Hirschberg)
  - Ernennungsdatum: 19. April 2006, Eintrittsjahr: 1974

- 72. Doris Dittrich (Mainz)
  - Ernennungsdatum: 8. April 2015, Eintrittsjahr: 1990